# Ernst Koch (Politiker)
Friedrich Ernst Koch (* 1774 (errechnet); † 25. April 1844 in Alsfeld) war ein hessischer Fabrikant und Politiker und Abgeordneter der 2. Kammer der Landstände des Großherzogtums Hessen.
Ernst Koch war der Sohn von Johann Jacob Koch und dessen Ehefrau einer geborenen Cachelm. Koch, der evangelischen Glaubens war, war Fabrikant in Alsfeld und heiratete am 5. September 1820 Charlotte Regina geborene Boy.
Von 1829 bis 1834 gehörte er der Zweiten Kammer der Landstände an. Er wurde zunächst für den Wahlbezirk Oberhessen 5/Romrod, dann für Starkenburg 12/Groß-Bieberau und zuletzt im Wahlbezirk der Stadt Alsfeld gewählt.